# Mentzelia pattersonii
Mentzelia pattersonii är en brännreveväxtart som beskrevs av Billie Lee Turner. Mentzelia pattersonii ingår i släktet Mentzelia och familjen brännreveväxter. Inga underarter finns listade i Catalogue of Life.